# Årsdale
Årsdale är en ort på Bornholm i Danmark.   Den ligger i Bornholms regionkommun och Region Hovedstaden. Antalet invånare är 389. Närmaste större samhälle är Nexø, 5 km söder om Årsdale. 

## Bildgalleri

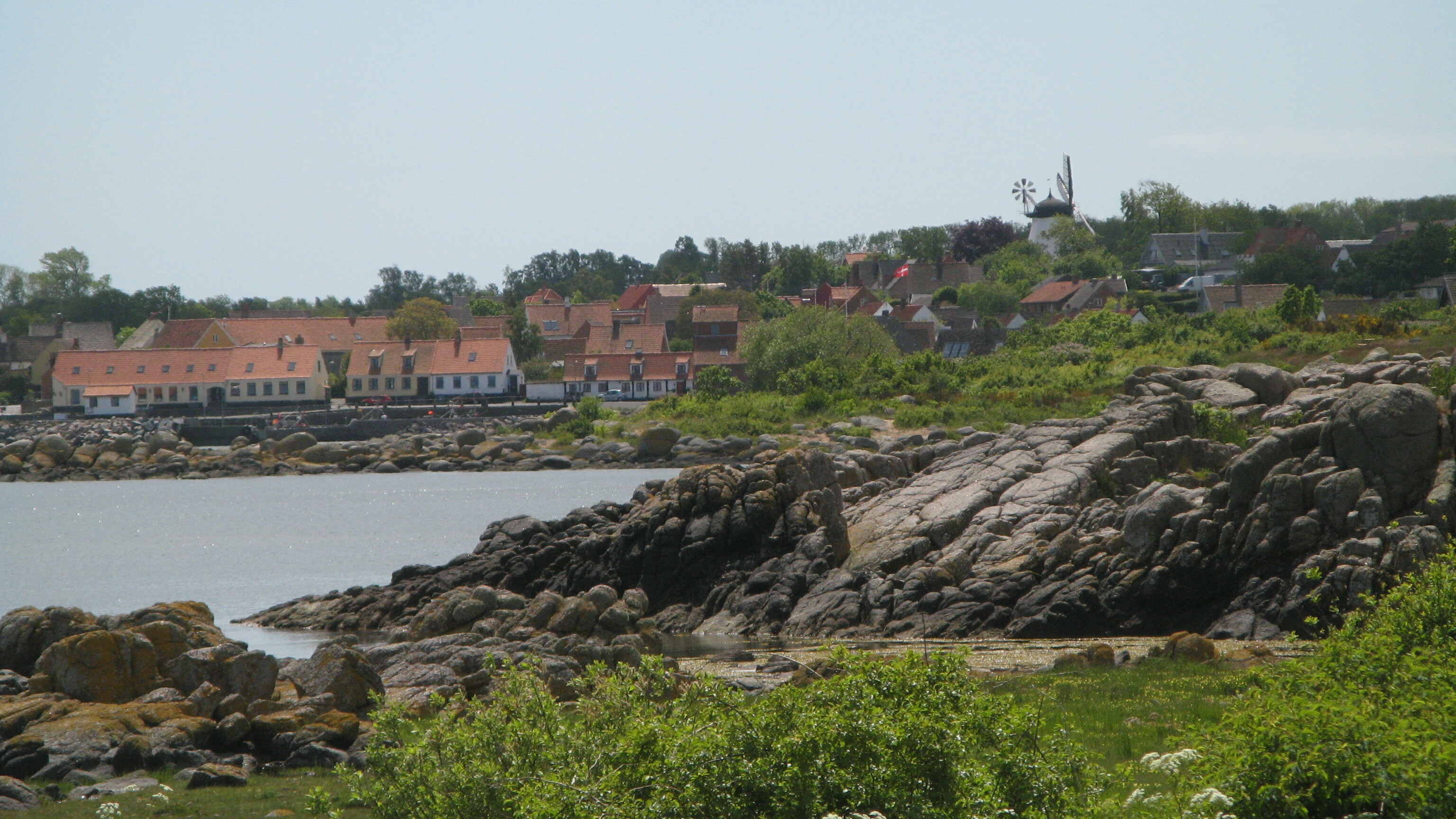
Årsdale hamn
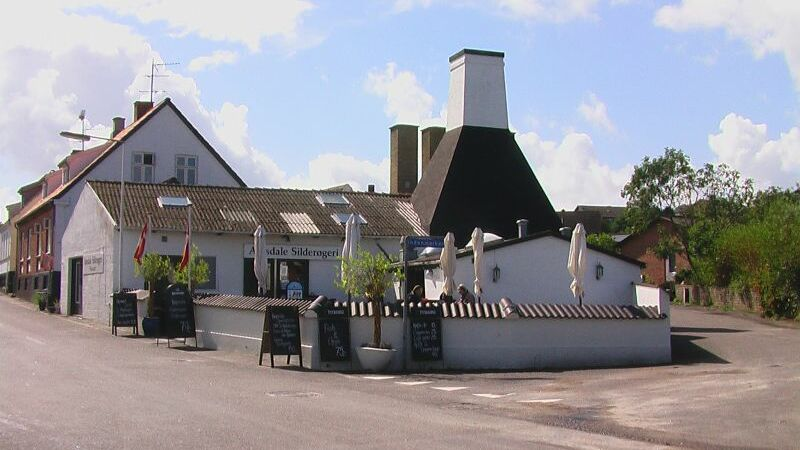
Årsdale rökeri